# Svetovno prvenstvo v hokeju na ledu 1935
Svetovno prvenstvo v hokeju na ledu 1935 je bilo deveto Svetovno prvenstvo v hokeju na ledu. Potekalo je med 19. in 27. januarjem 1935 v Davosu, Švica. Zlato medaljo je osvojila kanadska reprezentanca, srebrno švicarska, bronasto pa britanska, v konkurenci petnajstih reprezentanc. 

## Dobitniki medalj
| Zlato | Srebro | Bron |
| KanadaArt Rice-Jones Archie Creighton Roy Hinkel Albert Lemay Anthony Lemay Victor Lindqvist Norman Rivers Josef Rivers Cameron Shewan Norm Yellowlees | ŠvicaAlbert Künzler Arnold Hirtz Ernst Hug Christian Badrutt Oscar Schmidt Ferdinand Cattini Hans Cattini Richard Torriani Herbert Kessler Charly Kessler Paul Müller Thomas Pleisch Otto Heller | Združeno kraljestvoMilne Carl Erhardt Robert Wyman Gordon Dailley John Davey Jackson Johnson Ramus Stevenson |

## Tekme
*-po podaljšku.

### Prvi krog
Prvo in drugouvrščene reprezentance iz vseh štirih skupin so napredovale v drugi krog.

#### Skupina A
| 19. januar 1935 | Madžarska | 6:0 | Nizozemska | Davos, Švica |

| Poročilo tekme      | Poročilo tekme | Poročilo tekme | Poročilo tekme | Poročilo tekme |
| ------------------- | -------------- | -------------- | -------------- | -------------- |
| Začetek: ni podatka |                |                |                |                |

| 19. januar 1935 | Švica | 6:1 | Švedska | Davos, Švica |

| Poročilo tekme      | Poročilo tekme | Poročilo tekme | Poročilo tekme | Poročilo tekme |
| ------------------- | -------------- | -------------- | -------------- | -------------- |
| Začetek: ni podatka |                |                |                |                |

| 20. januar 1935 | Švedska | 6:0 | Nizozemska | Davos, Švica |

| Poročilo tekme      | Poročilo tekme | Poročilo tekme | Poročilo tekme | Poročilo tekme |
| ------------------- | -------------- | -------------- | -------------- | -------------- |
| Začetek: ni podatka |                |                |                |                |

| 20. januar 1935 | Švica | 1:1 | Madžarska | Davos, Švica |

| Poročilo tekme      | Poročilo tekme | Poročilo tekme | Poročilo tekme | Poročilo tekme |
| ------------------- | -------------- | -------------- | -------------- | -------------- |
| Začetek: ni podatka |                |                |                |                |

| 21. januar 1935 | Švedska | 3:0 | Madžarska | Davos, Švica |

| Poročilo tekme      | Poročilo tekme | Poročilo tekme | Poročilo tekme | Poročilo tekme |
| ------------------- | -------------- | -------------- | -------------- | -------------- |
| Začetek: ni podatka |                |                |                |                |

| 21. januar 1935 | Švica | 4:0 | Nizozemska | Davos, Švica |

| Poročilo tekme      | Poročilo tekme | Poročilo tekme | Poročilo tekme | Poročilo tekme |
| ------------------- | -------------- | -------------- | -------------- | -------------- |
| Začetek: ni podatka |                |                |                |                |

##### Lestvica
OT-odigrane tekme, z-zmage, n-neodločeni izidi, P-porazi, DG-doseženo goli, PG-prejeti goli, GR-gol razlika, T-točke.
| # | Reprezentanca | OT | Z | N | P | DG | PG | GR  | T |
| - | ------------- | -- | - | - | - | -- | -- | --- | - |
| 1 | Švica         | 3  | 2 | 1 | 0 | 11 | 2  | +9  | 5 |
| 2 | Švedska       | 3  | 2 | 0 | 1 | 10 | 6  | +4  | 4 |
| 3 | Madžarska     | 3  | 1 | 1 | 1 | 7  | 4  | +3  | 3 |
| 4 | Nizozemska    | 3  | 0 | 0 | 3 | 0  | 16 | -16 | 0 |

#### Skupina B
| 19. januar 1935 | Francija | 3:2 | Poljska | Davos, Švica |

| Poročilo tekme      | Poročilo tekme | Poročilo tekme | Poročilo tekme | Poročilo tekme |
| ------------------- | -------------- | -------------- | -------------- | -------------- |
| Začetek: ni podatka |                |                |                |                |

| 19. januar 1935 | Italija | 2:0 | Nemčija | Davos, Švica |

| Poročilo tekme      | Poročilo tekme | Poročilo tekme | Poročilo tekme | Poročilo tekme |
| ------------------- | -------------- | -------------- | -------------- | -------------- |
| Začetek: ni podatka |                |                |                |                |

| 20. januar 1935 | Francija | 1:1 | Italija | Davos, Švica |

| Poročilo tekme      | Poročilo tekme | Poročilo tekme | Poročilo tekme | Poročilo tekme |
| ------------------- | -------------- | -------------- | -------------- | -------------- |
| Začetek: ni podatka |                |                |                |                |

| 20. januar 1935 | Poljska | 3:1 | Nemčija | Davos, Švica |

| Poročilo tekme      | Poročilo tekme | Poročilo tekme | Poročilo tekme | Poročilo tekme |
| ------------------- | -------------- | -------------- | -------------- | -------------- |
| Začetek: ni podatka |                |                |                |                |

| 21. januar 1935 | Italija | 1:1 | Poljska | Davos, Švica |

| Poročilo tekme      | Poročilo tekme | Poročilo tekme | Poročilo tekme | Poročilo tekme |
| ------------------- | -------------- | -------------- | -------------- | -------------- |
| Začetek: ni podatka |                |                |                |                |

| 21. januar 1935 | Francija | 2:1 | Nemčija | Davos, Švica |

| Poročilo tekme      | Poročilo tekme | Poročilo tekme | Poročilo tekme | Poročilo tekme |
| ------------------- | -------------- | -------------- | -------------- | -------------- |
| Začetek: ni podatka |                |                |                |                |

##### Lestvica
OT-odigrane tekme, z-zmage, n-neodločeni izidi, P-porazi, DG-doseženo goli, PG-prejeti goli, GR-gol razlika, T-točke.
| # | Reprezentanca | OT | Z | N | P | DG | PG | GR | T |
| - | ------------- | -- | - | - | - | -- | -- | -- | - |
| 1 | Francija      | 3  | 2 | 1 | 0 | 6  | 4  | +2 | 5 |
| 2 | Italija       | 3  | 1 | 2 | 0 | 4  | 2  | +2 | 4 |
| 3 | Poljska       | 3  | 1 | 1 | 1 | 6  | 5  | +1 | 3 |
| 4 | Nemčija       | 3  | 0 | 0 | 3 | 2  | 7  | -5 | 0 |

#### Skupina C
| 19. januar 1935 | Romunija | 2:1 | Belgija | Davos, Švica |

| Poročilo tekme      | Poročilo tekme | Poročilo tekme | Poročilo tekme | Poročilo tekme |
| ------------------- | -------------- | -------------- | -------------- | -------------- |
| Začetek: ni podatka |                |                |                |                |

| 19. januar 1935 | Češkoslovaška | 2:1 | Avstrija | Davos, Švica |

| Poročilo tekme      | Poročilo tekme | Poročilo tekme | Poročilo tekme | Poročilo tekme |
| ------------------- | -------------- | -------------- | -------------- | -------------- |
| Začetek: ni podatka |                |                |                |                |

| 20. januar 1935 | Avstrija | 6:1 | Belgija | Davos, Švica |

| Poročilo tekme      | Poročilo tekme | Poročilo tekme | Poročilo tekme | Poročilo tekme |
| ------------------- | -------------- | -------------- | -------------- | -------------- |
| Začetek: ni podatka |                |                |                |                |

| 20. januar 1935 | Češkoslovaška | 4:2 | Romunija | Davos, Švica |

| Poročilo tekme      | Poročilo tekme | Poročilo tekme | Poročilo tekme | Poročilo tekme |
| ------------------- | -------------- | -------------- | -------------- | -------------- |
| Začetek: ni podatka |                |                |                |                |

| 21. januar 1935 | Avstrija | 2:1 | Romunija | Davos, Švica |

| Poročilo tekme      | Poročilo tekme | Poročilo tekme | Poročilo tekme | Poročilo tekme |
| ------------------- | -------------- | -------------- | -------------- | -------------- |
| Začetek: ni podatka |                |                |                |                |

| 21. januar 1935 | Češkoslovaška | 22:0 | Belgija | Davos, Švica |

| Poročilo tekme      | Poročilo tekme | Poročilo tekme | Poročilo tekme | Poročilo tekme |
| ------------------- | -------------- | -------------- | -------------- | -------------- |
| Začetek: ni podatka |                |                |                |                |

##### Lestvica
OT-odigrane tekme, z-zmage, n-neodločeni izidi, P-porazi, DG-doseženo goli, PG-prejeti goli, GR-gol razlika, T-točke.
| # | Reprezentanca | OT | Z | N | P | DG | PG | GR  | T |
| - | ------------- | -- | - | - | - | -- | -- | --- | - |
| 1 | Češkoslovaška | 3  | 3 | 0 | 0 | 28 | 3  | +25 | 6 |
| 2 | Avstrija      | 3  | 2 | 0 | 1 | 9  | 4  | +5  | 4 |
| 3 | Romunija      | 3  | 1 | 0 | 2 | 5  | 7  | -2  | 2 |
| 4 | Belgija       | 3  | 0 | 0 | 3 | 2  | 30 | -28 | 0 |

#### Skupina D
| 19. januar 1935 | Kanada | 4:2 | Združeno kraljestvo | Davos, Švica |

| Poročilo tekme      | Poročilo tekme | Poročilo tekme | Poročilo tekme | Poročilo tekme |
| ------------------- | -------------- | -------------- | -------------- | -------------- |
| Začetek: ni podatka |                |                |                |                |

| 20. januar 1935 | Kanada | 14:0 | Latvija | Davos, Švica |

| Poročilo tekme      | Poročilo tekme | Poročilo tekme | Poročilo tekme | Poročilo tekme |
| ------------------- | -------------- | -------------- | -------------- | -------------- |
| Začetek: ni podatka |                |                |                |                |

| 21. januar 1935 | Združeno kraljestvo | 5:1 | Latvija | Davos, Švica |

| Poročilo tekme      | Poročilo tekme | Poročilo tekme | Poročilo tekme | Poročilo tekme |
| ------------------- | -------------- | -------------- | -------------- | -------------- |
| Začetek: ni podatka |                |                |                |                |

##### Lestvica
OT-odigrane tekme, z-zmage, n-neodločeni izidi, P-porazi, DG-doseženo goli, PG-prejeti goli, GR-gol razlika, T-točke.
| # | Reprezentanca       | OT | Z | N | P | DG | PG | GR  | T |
| - | ------------------- | -- | - | - | - | -- | -- | --- | - |
| 1 | Kanada              | 2  | 2 | 0 | 0 | 18 | 2  | +16 | 4 |
| 2 | Združeno kraljestvo | 2  | 1 | 0 | 1 | 7  | 5  | +2  | 2 |
| 3 | Latvija             | 2  | 0 | 0 | 2 | 1  | 19 | -18 | 0 |

### Drugi krog
Prvo in drugouvrščene reprezentance iz vseh štirih skupin so napredovale v boj za 1. do 4. mesto.

#### Skupina E
| 22. januar 1935 | Češkoslovaška | 5:1* | Italija | Davos, Švica |

| Poročilo tekme      | Poročilo tekme | Poročilo tekme | Poročilo tekme | Poročilo tekme |
| ------------------- | -------------- | -------------- | -------------- | -------------- |
| Začetek: ni podatka |                |                |                |                |

| 22. januar 1935 | Kanada | 5:2 | Švedska | Davos, Švica |

| Poročilo tekme      | Poročilo tekme | Poročilo tekme | Poročilo tekme | Poročilo tekme |
| ------------------- | -------------- | -------------- | -------------- | -------------- |
| Začetek: ni podatka |                |                |                |                |

| 23. januar 1935 | Češkoslovaška | 2:1* | Švedska | Davos, Švica |

| Poročilo tekme      | Poročilo tekme | Poročilo tekme | Poročilo tekme | Poročilo tekme |
| ------------------- | -------------- | -------------- | -------------- | -------------- |
| Začetek: ni podatka |                |                |                |                |

| 23. januar 1935 | Kanada | 9:0 | Italija | Davos, Švica |

| Poročilo tekme      | Poročilo tekme | Poročilo tekme | Poročilo tekme | Poročilo tekme |
| ------------------- | -------------- | -------------- | -------------- | -------------- |
| Začetek: ni podatka |                |                |                |                |

| 24. januar 1935 | Švedska | 1:1 | Italija | Davos, Švica |

| Poročilo tekme      | Poročilo tekme | Poročilo tekme | Poročilo tekme | Poročilo tekme |
| ------------------- | -------------- | -------------- | -------------- | -------------- |
| Začetek: ni podatka |                |                |                |                |

| 24. januar 1935 | Kanada | 2:1 | Češkoslovaška | Davos, Švica |

| Poročilo tekme      | Poročilo tekme | Poročilo tekme | Poročilo tekme | Poročilo tekme |
| ------------------- | -------------- | -------------- | -------------- | -------------- |
| Začetek: ni podatka |                |                |                |                |

##### Lestvica
OT-odigrane tekme, z-zmage, n-neodločeni izidi, P-porazi, DG-doseženo goli, PG-prejeti goli, GR-gol razlika, T-točke.
| # | Reprezentanca | OT | Z | N | P | DG | PG | GR  | T |
| - | ------------- | -- | - | - | - | -- | -- | --- | - |
| 1 | Kanada        | 3  | 3 | 0 | 0 | 16 | 3  | +13 | 6 |
| 2 | Češkoslovaška | 3  | 2 | 0 | 0 | 8  | 4  | +4  | 4 |
| 3 | Švedska       | 3  | 0 | 1 | 2 | 4  | 8  | -4  | 1 |
| 4 | Italija       | 3  | 0 | 1 | 2 | 2  | 15 | -13 | 1 |

#### Skupina F
| 22. januar 1935 | Združeno kraljestvo | 1:0 | Francija | Davos, Švica |

| Poročilo tekme      | Poročilo tekme | Poročilo tekme | Poročilo tekme | Poročilo tekme |
| ------------------- | -------------- | -------------- | -------------- | -------------- |
| Začetek: ni podatka |                |                |                |                |

| 22. januar 1935 | Švica | 1:1* | Avstrija | Davos, Švica |

| Poročilo tekme      | Poročilo tekme | Poročilo tekme | Poročilo tekme | Poročilo tekme |
| ------------------- | -------------- | -------------- | -------------- | -------------- |
| Začetek: ni podatka |                |                |                |                |

| 23. januar 1935 | Združeno kraljestvo | 4:0 | Avstrija | Davos, Švica |

| Poročilo tekme      | Poročilo tekme | Poročilo tekme | Poročilo tekme | Poročilo tekme |
| ------------------- | -------------- | -------------- | -------------- | -------------- |
| Začetek: ni podatka |                |                |                |                |

| 23. januar 1935 | Švica | 5:1 | Francija | Davos, Švica |

| Poročilo tekme      | Poročilo tekme | Poročilo tekme | Poročilo tekme | Poročilo tekme |
| ------------------- | -------------- | -------------- | -------------- | -------------- |
| Začetek: ni podatka |                |                |                |                |

| 24. januar 1935 | Avstrija | 4:1 | Francija | Davos, Švica |

| Poročilo tekme      | Poročilo tekme | Poročilo tekme | Poročilo tekme | Poročilo tekme |
| ------------------- | -------------- | -------------- | -------------- | -------------- |
| Začetek: ni podatka |                |                |                |                |

| 24. januar 1935 | Švica | 1:0 | Združeno kraljestvo | Davos, Švica |

| Poročilo tekme      | Poročilo tekme | Poročilo tekme | Poročilo tekme | Poročilo tekme |
| ------------------- | -------------- | -------------- | -------------- | -------------- |
| Začetek: ni podatka |                |                |                |                |

##### Lestvica
OT-odigrane tekme, z-zmage, n-neodločeni izidi, P-porazi, DG-doseženo goli, PG-prejeti goli, GR-gol razlika, T-točke.
| # | Reprezentanca       | OT | Z | N | P | DG | PG | GR | T |
| - | ------------------- | -- | - | - | - | -- | -- | -- | - |
| 1 | Švica               | 3  | 2 | 1 | 0 | 7  | 2  | +5 | 5 |
| 2 | Združeno kraljestvo | 3  | 2 | 0 | 1 | 5  | 2  | +3 | 4 |
| 3 | Avstrija            | 3  | 1 | 1 | 1 | 6  | 6  | 0  | 3 |
| 4 | Francija            | 3  | 0 | 0 | 3 | 2  | 10 | -8 | 0 |

### Zaključni boji

#### Boj za 9. do 15. mesto

##### Skupina G
| 23. januar 1935 | Poljska | 12:2 | Belgija | Davos, Švica |

| Poročilo tekme      | Poročilo tekme | Poročilo tekme | Poročilo tekme | Poročilo tekme |
| ------------------- | -------------- | -------------- | -------------- | -------------- |
| Začetek: ni podatka |                |                |                |                |

| 24. januar 1935 | Madžarska | 6:1 | Belgija | Davos, Švica |

| Poročilo tekme      | Poročilo tekme | Poročilo tekme | Poročilo tekme | Poročilo tekme |
| ------------------- | -------------- | -------------- | -------------- | -------------- |
| Začetek: ni podatka |                |                |                |                |

| 25. januar 1935 | Poljska | 1:1 | Madžarska | Davos, Švica |

| Poročilo tekme      | Poročilo tekme | Poročilo tekme | Poročilo tekme | Poročilo tekme |
| ------------------- | -------------- | -------------- | -------------- | -------------- |
| Začetek: ni podatka |                |                |                |                |

###### Lestvica
OT-odigrane tekme, z-zmage, n-neodločeni izidi, P-porazi, DG-doseženo goli, PG-prejeti goli, GR-gol razlika, T-točke.
| # | Reprezentanca | OT | Z | N | P | DG | PG | GR  | T |
| - | ------------- | -- | - | - | - | -- | -- | --- | - |
| 1 | Poljska       | 2  | 1 | 1 | 0 | 13 | 3  | +10 | 3 |
| 2 | Madžarska     | 2  | 1 | 1 | 0 | 7  | 2  | +5  | 3 |
| 3 | Belgija       | 2  | 0 | 0 | 2 | 3  | 18 | -15 | 0 |

##### Skupina H
| 23. januar 1935 | Nemčija | 5:0 | Nizozemska | Davos, Švica |

| Poročilo tekme      | Poročilo tekme | Poročilo tekme | Poročilo tekme | Poročilo tekme |
| ------------------- | -------------- | -------------- | -------------- | -------------- |
| Začetek: ni podatka |                |                |                |                |

| 23. januar 1935 | Romunija | 3:2 | Latvija | Davos, Švica |

| Poročilo tekme      | Poročilo tekme | Poročilo tekme | Poročilo tekme | Poročilo tekme |
| ------------------- | -------------- | -------------- | -------------- | -------------- |
| Začetek: ni podatka |                |                |                |                |

| 24. januar 1935 | Nemčija | 3:1 | Latvija | Davos, Švica |

| Poročilo tekme      | Poročilo tekme | Poročilo tekme | Poročilo tekme | Poročilo tekme |
| ------------------- | -------------- | -------------- | -------------- | -------------- |
| Začetek: ni podatka |                |                |                |                |

| 24. januar 1935 | Latvija | 7:0 | Nizozemska | Davos, Švica |

| Poročilo tekme      | Poročilo tekme | Poročilo tekme | Poročilo tekme | Poročilo tekme |
| ------------------- | -------------- | -------------- | -------------- | -------------- |
| Začetek: ni podatka |                |                |                |                |

| 25. januar 1935 | Nemčija | 3:0 | Romunija | Davos, Švica |

| Poročilo tekme      | Poročilo tekme | Poročilo tekme | Poročilo tekme | Poročilo tekme |
| ------------------- | -------------- | -------------- | -------------- | -------------- |
| Začetek: ni podatka |                |                |                |                |

| 25. januar 1935 | Nemčija | 4:0 | Francija | Davos, Švica |

| Poročilo tekme      | Poročilo tekme | Poročilo tekme | Poročilo tekme | Poročilo tekme |
| ------------------- | -------------- | -------------- | -------------- | -------------- |
| Začetek: ni podatka |                |                |                |                |

###### Lestvica
OT-odigrane tekme, z-zmage, n-neodločeni izidi, P-porazi, DG-doseženo goli, PG-prejeti goli, GR-gol razlika, T-točke.
| # | Reprezentanca | OT | Z | N | P | DG | PG | GR  | T |
| - | ------------- | -- | - | - | - | -- | -- | --- | - |
| 1 | Nemčija       | 3  | 3 | 0 | 0 | 11 | 1  | +10 | 6 |
| 2 | Romunija      | 3  | 2 | 0 | 1 | 9  | 5  | +4  | 4 |
| 3 | Latvija       | 3  | 1 | 0 | 2 | 10 | 6  | +4  | 2 |
| 4 | Nizozemska    | 3  | 0 | 0 | 3 | 0  | 18 | -18 | 0 |

###### Tekma za 9. mesto
| 27. januar 1935 | Nemčija | 5:1 | Poljska | Davos, Švica |

| Poročilo tekme      | Poročilo tekme | Poročilo tekme | Poročilo tekme | Poročilo tekme |
| ------------------- | -------------- | -------------- | -------------- | -------------- |
| Začetek: ni podatka |                |                |                |                |

#### Boj za 5. do 8. mesto
| 26. januar 1935 | Švedska | 2:1 | Francija | Davos, Švica |

| Poročilo tekme      | Poročilo tekme | Poročilo tekme | Poročilo tekme | Poročilo tekme |
| ------------------- | -------------- | -------------- | -------------- | -------------- |
| Začetek: ni podatka |                |                |                |                |

| 26. januar 1935 | Avstrija | 2:1 | Italija | Davos, Švica |

| Poročilo tekme      | Poročilo tekme | Poročilo tekme | Poročilo tekme | Poročilo tekme |
| ------------------- | -------------- | -------------- | -------------- | -------------- |
| Začetek: ni podatka |                |                |                |                |

##### Tekma za 5. mesto
| 27. januar 1935 | Švedska | 3:1 | Avstrija | Davos, Švica |

| Poročilo tekme      | Poročilo tekme | Poročilo tekme | Poročilo tekme | Poročilo tekme |
| ------------------- | -------------- | -------------- | -------------- | -------------- |
| Začetek: ni podatka |                |                |                |                |

#### Boj za 1. do 4. mesto
Medsebojni rezultati tekem iz drugega kroga so preneseni.
| 26. januar 1935 | Kanada | 6:0 | Združeno kraljestvo | Davos, Švica |

| Poročilo tekme      | Poročilo tekme | Poročilo tekme | Poročilo tekme | Poročilo tekme |
| ------------------- | -------------- | -------------- | -------------- | -------------- |
| Začetek: ni podatka |                |                |                |                |

| 26. januar 1935 | Švica | 4:0 | Češkoslovaška | Davos, Švica |

| Poročilo tekme      | Poročilo tekme | Poročilo tekme | Poročilo tekme | Poročilo tekme |
| ------------------- | -------------- | -------------- | -------------- | -------------- |
| Začetek: ni podatka |                |                |                |                |

| 27. januar 1935 | Združeno kraljestvo | 2:1* | Češkoslovaška | Davos, Švica |

| Poročilo tekme      | Poročilo tekme | Poročilo tekme | Poročilo tekme | Poročilo tekme |
| ------------------- | -------------- | -------------- | -------------- | -------------- |
| Začetek: ni podatka |                |                |                |                |

| 27. januar 1935 | Kanada | 4:2 | Švica | Davos, Švica |

| Poročilo tekme      | Poročilo tekme | Poročilo tekme | Poročilo tekme | Poročilo tekme |
| ------------------- | -------------- | -------------- | -------------- | -------------- |
| Začetek: ni podatka |                |                |                |                |

##### Lestvica
OT-odigrane tekme, z-zmage, n-neodločeni izidi, P-porazi, DG-doseženo goli, PG-prejeti goli, GR-gol razlika, T-točke.
| # | Reprezentanca       | OT | Z | N | P | DG | PG | GR | T |
| - | ------------------- | -- | - | - | - | -- | -- | -- | - |
| 1 | Kanada              | 3  | 3 | 0 | 0 | 12 | 3  | +9 | 6 |
| 2 | Švica               | 3  | 2 | 0 | 1 | 7  | 4  | +3 | 4 |
| 3 | Združeno kraljestvo | 3  | 1 | 0 | 2 | 2  | 8  | -6 | 2 |
| 4 | Češkoslovaška       | 3  | 0 | 0 | 3 | 2  | 8  | -6 | 0 |

## Končni vrstni red
1. Kanada
2. Švica
3. Združeno kraljestvo
4. Češkoslovaška
5. Švedska
6. Avstrija
7. Francija
8. Italija
9. Nemčija
10. Poljska
11. Romunija
12. Madžarska
13. Latvija
14. Belgija
15. Nizozemska